# Castillo de la Estrella
El castillo de la Estrella se encuentra en el municipio español de Montiel, en la provincia de Ciudad Real, perteneciendo al Conjunto Arqueológico que conforma tanto la propia fortaleza, la villa medieval que se ubicó en sus laderas hasta el siglo XV, la Vicaría de Montiel (hoy ermita del Santo Cristo de La Expiración) y el campo de batalla donde lucharon en 1369 el rey Pedro I de Castilla  contra su hermanastro el conde Enrique de Trastámara, futuro Enrique II.  Fue construido por los árabes en el siglo IX, cuando tomó el nombre de Munt-Yil. La fortaleza resistió como baluarte musulmán hasta su conquista por los cristianos, que ocurrió, según resuelve Carlos J. Rubio, el 1 de noviembre de 1228, tras dos años de asedio.

## Descripción e historia de la fortaleza
La morfología constructiva del castillo es un fiel reflejo de las distintas culturas que lo han habitado a lo largo de la historia, dando lugar a un edificio multifásico y con una complejidad de la que no podíamos comprender su dimensión hasta que comenzamos los trabajos de lectura estratigráfica de paramentos y las excavaciones en área en su interior.
La fortaleza tiene una planta de prácticamente 1 hectárea que se adapta a la orografía del crestón rocoso donde se asienta. Desde el punto de vista defensivo contó con hasta tres grandes perímetros sucesivos: la muralla cristiana de la villa, una gran barbacana o barrera que coincide con el recinto islámico de la fortaleza y, finalmente, el castillo cristiano del que se podría aislar la Torre del Homenaje que forma un elemento ciertamente individualizado.

### La muralla de la villa
Fue construida ya época cristiana, posiblemente en un esfuerzo coetáneo al de la iglesia de nuestra señora de La Estrella (excavada en 2019) y debió ser visible hasta el siglo XVI, momento en el que probablemente se comenzó su desmantelamiento para servir de cantera a las construcciones de la nueva población. Su fábrica es muy potente, a base encofrados perdidos de mampostería de caliza y arenisca, alcanzando de los 2 m de anchura en algunos puntos, que se localizaba:
           …antes de la barbacana había una cerca de piedra de mampuesto que venía a media cuesta y se guiaba desde el pie de la torre del Homenaje a dar a la iglesia vieja que nombraban Nuestra Señora de La Estrella, y va a dar la derecha de la ribera del Jabalón a ojo del camino que viene de Villahermosa a esta villa…».
Integrado en estas defensas se localizaba el camino que permitía ascender desde la base del cerro hasta la villa medieval para posteriormente continuar a la parte alta del cerro. Aunque las fuentes son parcas sobre el mismo sabemos, por las excavaciones realizadas, que contó con un pretil protegido, quizás muy similar al que se ha conservado parcialmente en la rampa de acceso al castillo de Montizón (Villamanrique, Ciudad Real).

### La barbacana y el antemuro
Se adapta en toda su extensión a los afloramientos rocosos que conforman el cerro en su parte alta, con un trazado que intenta ser rectangular, que se corresponde a grandes rasgos con la fortaleza de origen islámico. Aunque sus estructuras se encuentran perdidas u ocultas en amplias zonas, se pueden distinguir un conjunto de construcciones que responde en su mayor parte a tres grandes etapas constructivas ligadas a la ocupación musulmana, aunque obviamente se produjeron reformas y adaptaciones tras la conquista cristiana.
La primera etapa la asociamos a la etapa Omeya (ss. IX-XI) en la que se erige la primera fortaleza compleja de Montiel. Se configura mediante una muralla a base de mampostería dispuesta a espiga que se va adaptando a los cantiles. Todo el perímetro debió estar salpicado de torres cuadrangulares, pero solo se han conservado parcialmente en el frente noreste.
La segunda fase es más compleja de adscribir cronológicamente, aunque se puede acotar entre la segunda mitad del siglo XI y la primera del XII, correspondiente a las primeras taifas y el Imperio Almorávide. Se caracteriza por la construcción de nuevas torres y un forro de paramentos de la fase anterior mediante fábricas de tapial hormigonado, localizadas en el frente norte y este.
En la etapa final, que identificamos con el periodo almohade (s. XII-1228), se produjo la construcción de la denominada torre del Gallo mediante el uso de tapial hormigonado de gran calidad. Su misión era defender el primer acceso a la fortaleza, así como un área de albacar que se extiende hacia el este y que estaba cerrado por una torre de la que sólo se conserva su negativo en la roca.

### El castillo de la Orden de Santiago
Tras la conquista de Montiel (1228) y prácticamente hasta mediados de siglo XIII, siguió en uso, con algunas reformas puntuales, la fortaleza islámica heredada por la Orden de Santiago. En este momento, se produce la primera construcción de cierta entidad con la erección de una primitiva torre del Homenaje, situada en el centro del espacio y que claramente es anterior a todas las defensas cristianas.
No obstante, será a fines de esta centuria e inicios del siglo XIV cuando, debido al desarrollo de la encomienda de Montiel, los santiaguistas afronten la erección de un nuevo recinto, que se adaptará a las nuevas funciones económicas y administrativas. Para ello, en la mitad oeste de la plataforma superior se levantó un perímetro de prácticamente media hectárea, con unas características constructivas y poliorcéticas muy notables. Su fábrica es muy homogénea y se observa cómo responde en su mayor parte a un solo esfuerzo constructivo, levantado mediante encofrados perdidos de sillarejo de arenisca y con una profusión importante del uso de la sillería y el ladrillo para vanos y bóvedas. Dentro del mismo se documentan tanto torres huecas cuadrangulares, con hasta tres pisos interiores, como otras macizas semicirculares que refuerzan todo el flanco norte. Los espacios principales de este recinto, según describen los Libros de Visita, fueron la torre del Homenaje, la iglesia de Santiago y la torre de Hierro.

En el año 1369 tanto la fortaleza como la villa fueron escenario de la batalla final entre Pedro I y Enrique de Trastámara, que tras la disputa del enfrentamiento armado se produjo un asedio que duró diez días finalizando con el regicidio de Pedro I. El cuerpo del monarca fallecido se expuso en las almenas del castillo para posteriormente trasladarse a la parroquia de Ntra. Señora de La Estrella (edificio que se ha localizado en las excavaciones del yacimiento) donde estuvo situado hasta comenzar un periplo que le llevó a pasar por numerosos lugares de la geografía española. 

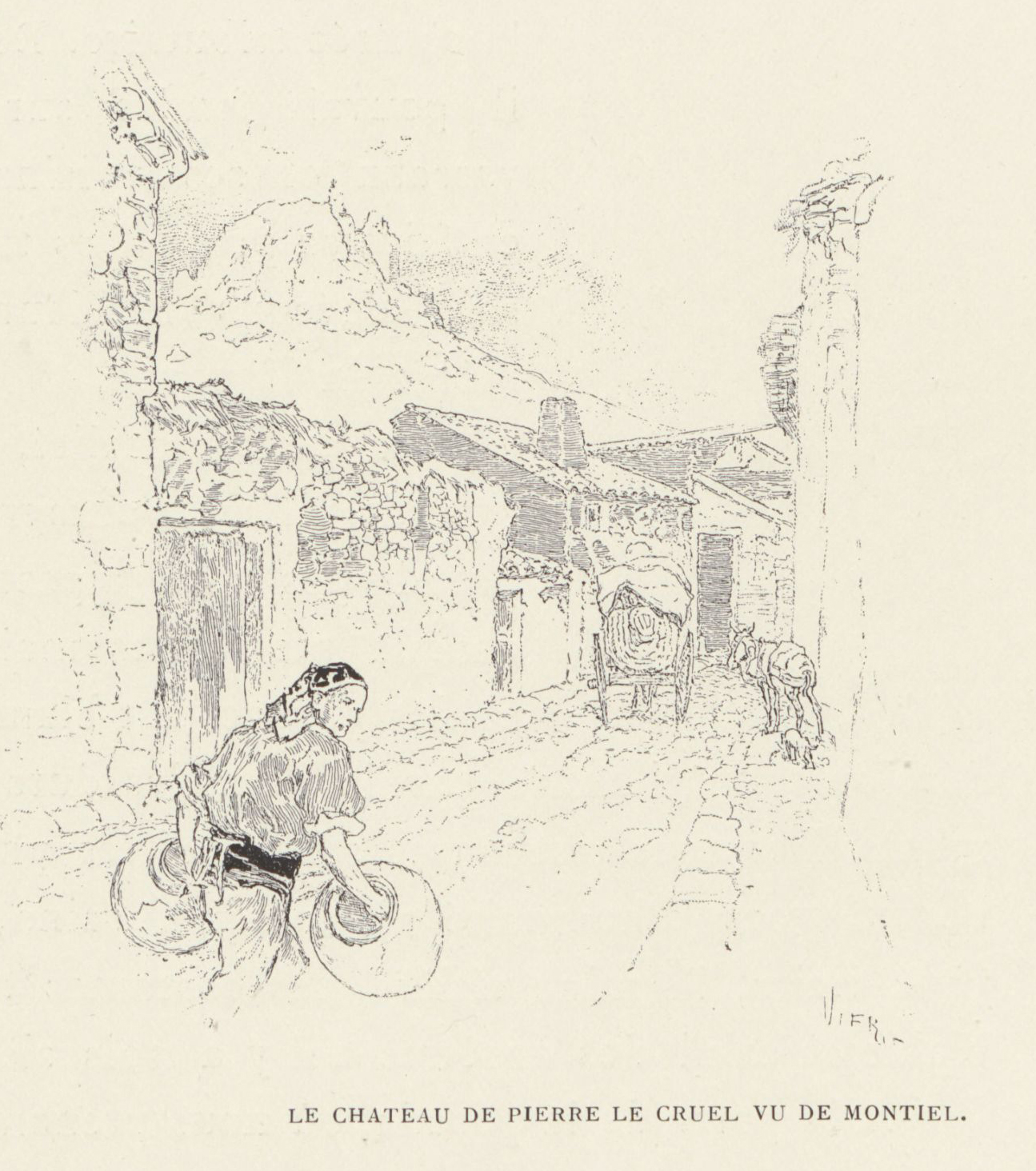
Vista del castillo, en segundo plano, desde la localidad (Au pays de Don Quichotte, 1901).

El 8 de febrero de 2012 se firmaron las escrituras por las que el Castillo pasaba a ser propiedad de todos los montieleños, gracias a la gestión de Ángel García Valcarcel y la aportación económica de varios vecinos y empresarios; José Sánchez Mota, Fidel Molina (Grupo Comatel), hijos de Francisco Marín (Confecciones Marín), Luis Valero (Valero Factory), Fernando Amador y Alfonso Velázquez (El Corte Moderno).
Posteriormente el edificio se donó al Ayuntamiento de Montiel, tras lo cual se creó la Fundación Castillo de La Estrella que actualmente es la entidad responsable de gestionar la fortaleza y todas las actividades que se desarrollan en la misma, contando con la coloboración, entre otras entidades, del consistorio montieleño y la Universidad de Castilla-La Mancha.

## Estado de conservación
En 2012, y una vez que el castillo ya pertenece al pueblo de Montiel, se realiza la primera actuación arqueológica. Los trabajos de excavación, realizados por 15 alumnos del grado en Historia y del máster de Investigación en Letras y Humanidades, son fruto del convenio que mantienen la UCLM y el Ayuntamiento de Montiel con el fin de favorecer la formación práctica de los alumnos y fomentar la investigación científico-técnica en el campo arqueológico.
Tanto en el castillo como la villa medieval actualmente se están haciendo actualmente trabajos de conservación preventiva y de excavación arqueológica, lo que ha hecho que hoy en día se pueda visitar el yacimiento. El plan de conservación realizado está siendo reconocido tanto nacional como internacionalmente, lo que hace que sirva de referente para la aplicación en otros recintos fortificados.

## Protección
Bajo la protección de la Declaración genérica del Decreto de 22 de abril de 1949, y la Ley 16/1985 sobre el Patrimonio Histórico Español.
En 2015 se declara Bien de Interés Cultural con categoría de monumento.